# Oniel Fisher
Oniel David Fisher (ur. 22 listopada 1991 w Portmore) – jamajski piłkarz występujący na pozycji prawego lub lewego obrońcy.

## Kariera klubowa
Fisher pochodzi z miasta Portmore, jest najstarszym z trójki rodzeństwa (ma siostrę i brata). Uczęszczał do St. George’s College, w którego barwach brał udział w prestiżowym, ogólnokrajowym juniorskim turnieju Manning Cup. W barwach drużyny St. George’s SC występował natomiast przez pewien czas w rozgrywkach pierwszej ligi jamajskiej. W późniejszym czasie wyjechał do Stanów Zjednoczonych, gdzie przez dwa lata uczęszczał do Tyler Junior College, grając w szkolnym zespole Tyler Apaches. W 2012 roku wygrał z nim rozgrywki NJCAA National Championship, a także został wybrany do drużyn NSCAA Junior College First Team All-American i NSCAA Junior College First Team All-West Region. Podczas gry w Apaches otrzymał propozycję stypendium sportowego na University of North Carolina, lecz do przenosin nie doszło ze względu na niespełnienie przez niego kryterium wymaganych wyników w nauce. Ostatecznie dołączył do University of New Mexico w Albuquerque, gdzie spędził dwa lata w uczelnianym zespole New Mexico Lobos. Był pierwszym sportowcem pochodzącym z Jamajki w historii tego uniwersytetu.
Podczas studiów Fisher występował również w drużynie Jersey Express SC na czwartym szczeblu rozgrywek – USL Premier Development League, a także w New York Red Bulls U-23. Z ekipą rezerw Red Bulls wywalczył w 2014 roku mistrzostwo rozgrywek National Premier Soccer League. W styczniu 2015 został wybrany w ramach MLS SuperDraft (z czterdziestego miejsca) przez Seattle Sounders FC, dwa miesiące później podpisując umowę z tym klubem. Został sprowadzony w roli następcy reprezentanta kraju DeAndre Yedlina. W nowej drużynie pierwszy mecz rozegrał 16 czerwca 2015 z Portland Timbers (1:3) w ramach krajowego pucharu – U.S. Open Cup, zaś w Major League Soccer zadebiutował osiem dni później w przegranym 0:1 spotkaniu z Philadelphia Union. W swoim premierowym sezonie z powodu fali kontuzji w zespole występował głównie jako lewy obrońca, ale również na swojej naturalnej pozycji prawego obrońcy lub prawego pomocnika. Mimo iż początkowo pokazał się z obiecującej strony, to przez kolejne lata był głównie rezerwowym dla graczy takich jak Tyrone Mears czy Kelvin Leerdam. W sezonie 2016 jako alternatywny gracz zdobył z Sounders mistrzostwo MLS (MLS Cup), zaś w sezonie 2017 tytuł wicemistrza MLS.
W styczniu 2018 Fisher został oddany do ekipy D.C. United, w zamian za sumę allocation money w wysokości 50 tysięcy dolarów.

## Kariera reprezentacyjna
W marcu 2011 Fisher został powołany przez Waltera Gamę do reprezentacji Jamajki U-20 na Mistrzostwa Ameryki Północnej U-20. Uprzednio występował w kwalifikacjach do tych rozgrywek (wystąpił podczas nich w trzech spotkaniach). Podczas finałowego turnieju rozgrywanego w Gwatemali zagrał w pełnym wymiarze czasowym w obydwóch meczach swojej drużyny, lecz Jamajczycy odpadli z kontynentalnej imprezy już w fazie grupowej i nie zakwalifikowali się na Mistrzostwa Świata U-20 w Kolumbii.
W seniorskiej reprezentacji Jamajki Fisher zadebiutował za kadencji selekcjonera Theodore’a Whitmore’a, 11 sierpnia 2010 w wygranym 3:1 meczu towarzyskim z Trynidadem i Tobago. Przez kolejne sześć lat nie był powoływany do kadry. Dopiero w maju 2016 znalazł się na szerokiej liście ogłoszonej przez Winfrieda Schäfera na turniej Copa América Centenario, lecz ostatecznie nie został powołany na te rozgrywki. W czerwcu 2017 znalazł się w ogłoszonym przez Whitmore’a składzie na Puchar Karaibów, gdzie jako podstawowy piłkarz rozegrał obydwa spotkania od pierwszej do ostatniej minuty. Jego zespół dotarł natomiast do finału, ulegając w nim Curaçao (1:2). Miesiąc później został powołany na Złoty Puchar CONCACAF. Tam również był ważnym ogniwem linii defensywy i wystąpił w czterech z sześciu meczów (z czego we wszystkich w pierwszym składzie), zaś Jamajczycy doszli do finału, gdzie przegrali z gospodarzami – USA (1:2).